# BC Card
BC Card est la plus grande entreprise de carte de paiement en Corée du Sud. Son siège se situe à Séoul.
Elle est créée en 1982. Son président est Lee Mun-whan.